# Armando Moock
Armando Moock Bousquet (Santiago, 9 de enero de 1894 - Buenos Aires, 30 de noviembre de 1942) fue un escritor y dramaturgo chileno.

## Biografía
Armando Moock nació en una vieja casona de la avenida Recoleta de Santiago de Chile, hijo del alsaciano León Moock y de Cecilia Bousquet. Sus primeros estudios los realizó en un colegio de su barrio, luego pasó al Liceo Barras Arana, donde hizo hasta cuarto de Humanidades (interrumpió los estudios a la muerte de su padre en 1908 y solo cuando la situación económica se estabilizó pudo continuarlos) y finalmente al Instituto Nacional. Ingresó a Arquitectura en la Universidad de Chile, pero al tercer año de la carrera la abandonó para dedicarse de lleno al teatro. Moock cuenta que «sentía una inclinación irresistible por escribir para el teatro», y por ello, a escondidas de su madre que insistía en que debía graduarse de arquitecto, creó en 1914 una obra de un acto para la compañía de Manuel Díaz de la Haza, que fue estrenada en agosto de ese año en el desaparecido teatro Palace de Santiago. Iba a los ensayos en secreto, porque la «disyuntiva tremenda» era o continuar con sus estudios o «debía abandonar el hogar». «Y ocurrió esto último como consecuencia de mi estreno: el estudiante de tercer año de la universidad murió víctima de un comediógrafo en ciernes», explicó Moock al diario La Hora. La obra tuvo cinco representaciones y al poco tiempo, en mayo del año siguiente, estrenó con gran éxito Isabel Sandoval. Modas
Desarrolló en Argentina, Buenos Aires —donde se estableció en 1919— la mayor parte de su producción teatral, que tiene como tema principal el enfrentamiento hombre-sociedad en hastiados ambientes burgueses. Pueblecito (1918) plantea el conflicto campo-ciudad; La serpiente (1920) trata de un escritor destruido por una mujer fatal; Rigoberto (1935), que fue llevada al cine con el mismo nombre por Luis Mottura en 1945, es la tragicomedia de la imposible búsqueda de la felicidad. Su teatro tuvo algo de costumbrista y naturalista. 
A partir de 1926 el gobierno chileno, en reconocimiento a sus méritos, le concedió cargos diplomáticos en el extranjero: fue vicecónsul en París (1926) y cónsul en Vigo (1930), Barcelona (1931), La Plata, Mendoza y Buenos Aires, ciudad esta última donde los últimos años se desempeñó como agregado cultural.
En 1928 conoció a Rosa Scorti Maquinto, una adolescente de 17 años con quien contrajo matrimonio; en ella está inspirada Mocosita, estrenada por Alejandro Flores en el seis de septiembre de 1929 en el Teatro Carrera y ganadora el mismo año del concurso Pérez, Claro y Compañía. 
Entre sus creaciones se cuentan sainetes, entremeses, zarzuelas, comedias, tragicomedias, dramas y títeres. Además de las ya citadas compuso una gran cantidad de obras —estrenó 55—, como Los demonios (1917), que obtuvo el Primer Premio en las Fiestas Estudiantiles de ese año; Un loco escribió este drama o la odisea de Melitón Lamprocles (1923), obra para títeres; la zarzuela La conspiración de los lobos o el duelo de las barcas (1929); Algo triste que llaman amor, obra que obtuvo el Primer Premio del Concurso del Consejo Nacional de Cultura Argentina y que fue su último estreno, el 27 de agosto de 1941, puesto en escena por la Compañía Nacional de Comedias en el Teatro Nacional de Buenos Aires. Fue asimismo autor de varias novelas.
Escribió el guion de la película La luna en el pozo, que dirigió Carlos Torres Ríos en 1942, y varias de sus obras de teatro fueron adaptadas al cine. Algunas fueron traducidas al francés, inglés, italiano y portugués.
Armando Moock ejerció asimismo el periodismo, especialmente con contribuciones para el diario La Nación.
Falleció en Buenos Aires el 30 de noviembre de 1942 de un ataque al corazón. De acuerdo con su voluntad, Rafael Frontaura, actor y dramaturgo que entonces trabajaba en Argentina, cremó sus restos y como dice en su libro de recuerdos, Trasnochadas, se llevó las cenizas de su amigo en una caja de zapatos.

## Obras

### Novelas
- ¡Pobrecitas! (Memorias de un gato romántico), Ediciones de Los Diez, imprenta Universitaria, Santiago, 1917 (fue traducida al italiano por Vittore de Zuani y publicada en Milán)
- Sol de amor, 1924
- ¡Aquellos ojos que fueron!..., La Novela Semanal, 19.02.1920
- Vida y milagros de un primer actor, con dibujos de Isaías Cabezón; Editorial Franco-Ibero-Americana, París, 1926
- Del amor y del odio, revista quincenal de novelas cortas Lectura Selecta, 1927

### Teatro
- Crisis económica, un acto; estrenada en el teatro Palace de Santiago en agosto de 1914 por la compañía Díaz de la Haza
- Isabel Sandoval. Modas, comedia dos actos; estrenada en el Teatro Royal de Santiago por la compañía Díaz de la Haza el 28 de mayo de y publicada el mismo año (Imprenta Universitaria, Santiago; esta edición se puede descargar legal y gratuitamente desde el portal Memoria Chilena)
- El querer vivir, drama en tres actos, 1916. escremada en el Teatro Santiago por la compañía que encabezaban Francisco Ares y Consuelo Abad
- Los demonios, 1917
- Un negocio, 1918
- Pueblecito, comedia en 3 actos, estrenada en el Teatro de la Comedia de Santiago Compañía Chilena Báguena-Bührle el 8 de junio de 1918; publicada el mismo año en Imprenta Universitaria
- Mundial pantomín, 1919 [el mismo año en la Revista Teatral: Teatro Popular 1.6, noviembre de 1919 pp1-32 [Teatro seleccionado, v.2, 1937
- Los siúticos, 1919
- Cuando venga el amor, poema en un acto; estrenada en el Teatro La Comedia de Santiago por la Compañía Española de Díaz-Perdiguero el 28 de mayo de 1920; publicada el mismo año en la revista Teatro Popular, n.º31
- La serpiente, comedia en 3 actos; estrenada en el Teatro Liceo de Buenos Aires por la compañía dramática de Camila Quiroga el 18 de junio de 1920
- Rosa Espinoza, 1921
- Los perros, drama en tres actos; La Escena n.º193, 1922
- Era un muchacho alegre, tragedia moderna en un acto y dos cuadros; La Escena n.º 201, 1922
- Monsieur Ferdinand Pontac, La Escena n.º 211, 1922
- Primer amor, La Escena n.221, 1922
- La araña gris, drama en 3 actos; publicada en La Escena n.213, 1922
- La oración de la tarde, escrita en 1923
- Un loco escribió este drama o La odisea de Melitón Lamprocles, títeres en un prólogo y un acto; La Escena n.252, 1923
- El castigo de amar, revista Bamabalinas, n.º. 321, 21 de mayo de 1924
- Infierno grande, escrita en 1925
- La fiesta del corazón, 1925
- Natacha, 1925
- Cascabel, cascabelito, escrita en 1926
- Canción de amor, 1926
- Señorita Charleston, comedia en dos cuadros publicada en "La Escena" n°474 1927 (Disponible para su descarga gratuita de la Colección Digital del Instituto Ibero-Americano  ?)
- Álzame en tus brazos, estrenada en Buenos Aires el 16 de marzo de 1927 por Blanca Podestá y Elías Alippi
- Un casamiento a la yankee, revista Bambalinas, n.º.498, 29 de octubre de 1927
- El mundo y yo no estamos de acuerdo, 1928
- Estoy solo y la quiero, 'La Escena n.º558, 7 de marzo de 1929
- Yo no soy yo, pieza en un acto dividido en cinco cuadros; Bambalinas, n.º 579, 17 de mayo de 1928
- La conspiración de los lobos o El duelo de las barcas, 1929
- Mocosita o La luna en el pago, comedia en tres actos; Imprenta Márquez, Buenos Aires, 1929
- Los amigos de don Juan, escrita en 1932
- El miedo de los pingüinos, 1933
- El rosario, radioteatro, escrito en 1934
- María de las Camelias, radioteatro, escrita en 1934
- Cóctel, 1934
- Rigoberto, revista Argentores n.º58, Buenos Aires, 30 de mayo de 1935
- Güen dar que soy fatal, monólogo radial, transmitió en Chile en 1936
- Un crimen en mi pueblo, comedia policial en un acto; La Escena n.º. 39, 1936 / Cultura, Santiago, 1936
- La viuda de Zumárraga, 1937
- Casimiro Vico, primer actor, 1937
- El cancionero del niño, La Escena n.º. 42, 1937 / Cultura, Santiago, 1937
- No dejan surgir al criollo, 1938
- Del brazo y por la calle, comedia en tres actos; Argentores, n.º173, 15 de diciembre de 1939
- Verdejo agradece, 1939
- Julia Rocamora, candidata a regidora [Julia Sandoval, canfidata a concejal), 1941
- Algo triste que llaman amor, 1941

### Otros
- Mi viejo Santiago. Chile de ayer y de hoy, Macagno, Carrasco y Landa, Buenos Aires, 1941

## Películas
- La luna en el pozo, dirigida por el argentino Carlos Torres Ríos, 1942
- Rigoberto, basada en su obra homónima y dirigida por Luis Mottura, 1945
- Del brazo y por la calle, basada en su obra homónima y dirigida por el mexicano Juan Bustillo Oro, 1956
- Del brazo y por la calle, basada en su obra homónima y dirigida por el peruano-argentino Enrique Carreras, 1966

## Premios
- Primer premio en el concurso Elena Ortúzar de Elguín 1916, organizado por la revista Los Diez, por la novela ¡Pobrecitas! (Memorias de un gato romántico)
- Quinta mención honrosa en concurso literario de 1916 por Pueblecito
- Premio del concurso Pérez, Claro y Cía 1929 por Mocosita
- Premio Municipal de Literatura de Santiago 1936 por Rigoberto
- Premio del Consejo Nacional de Cultura Argentina 1941 por Algo triste que llaman amor